# Frontier Communications of Connecticut
La Frontier Comunications of Connecticut o llamado también Compañía Telefónica del Sur de Nueva Inglaterra (comúnmente conocida como SNETCo por sus clientes), que opera como Frontier Communications of Connecticut, es un operador local de intercambio propiedad de la Frontier Communications.

## Historia

### Primeros años
Comenzó sus operaraciones el 28 de enero de 1878 como District Telephone Company of New Haven. Fue el fundador de la primera central telefónica, así como de crear y publicar la primera guía telefónica en el mundo. 
Desde sus inicios, la SNET ha tenido el monopolio de la mayoría de los servicios telefónicos en el estado de Connecticut, las únicas excepciones restantes son los intercambios de Greenwich y Byram, donde Verizon New York brinda el servicio telefónico.

### 1969–1983
La SNET y Cincinnati Bell eran las dos únicas empresas de la desaparecida antigua Bell System en las que la antigua AT&T solo tenía una participación minoritaria; en 1983, la participación de AT&T era sólo del 19,6 por ciento. Por lo tanto, ambos se consideraron como independientes en lugar de Bell Operating Companies.

### La venta a la SBC
La SNET fue comprado por $ 4.4 mil millones en 1998 por SBC Communications, que posteriormente compró el antiguo AT&T, tomando su nombre como el "nuevo" AT&T. Bajo AT&T, SNET se conocía como AT&T Connecticut.
En 2006, la AT&T fusionó las operaciones de SNET con AT&T Teleholdings, anteriormente Ameritech, convirtiéndola en una subsidiaria de este último.
El 1 de junio de 2007, las operaciones de Woodbury Telephone se fusionaron con SNET.
Venta a frontera el 24 de octubre de 2014, Frontier Communications completó la compra de las operaciones de la AT&T en Connecticut, incluidas Southern New England Telephone y SNET America, por $2 mil millones.
La empresa comenzó a hacer negocios como Frontier Communications of Connecticut. 
Es la segunda unidad anterior de Bell System adquirida por Frontier, la primera fue Frontier West Virginia (originalmente C&P Telephone of West Virginia) que se compró a Verizon en 2010.